# Turbonilla pericuana
Turbonilla pericuana är en snäckart som beskrevs av Strong 1949. Turbonilla pericuana ingår i släktet Turbonilla och familjen Pyramidellidae. Inga underarter finns listade i Catalogue of Life.